# Caprivi-sáv

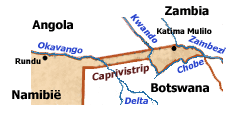
A Caprivi-sáv földrajzi elhelyezkedése

A Caprivi-sáv, más néven Caprivi, angolul Caprivi Strip vagy Okavango Strip, németül Caprivizipfel, korábban Itenge, Namíbia északkeleti részén keleti irányban, 450 km hosszan elnyúló keskeny sáv.

## Földrajza
A sáv hossza 450 km, szélessége 32–105 km A sávot délről Botswana, északról Angola és Zambia határolja, nyugatra Namíbia Okavango régiója  fekszik. A sáv határain az Okavango, a Kwando, a Chobe és a Zambézi folyók folynak. A sáv legnagyobb települése Katima Mulilo város. A sáv közigazgatás szempontjából a keleti Caprivi régióhoz illetve a nyugati Okavango régióhoz tartozik. A terület a Kalaháritól északra fekvő, átlagosan 950 m magas síkság.

## Története

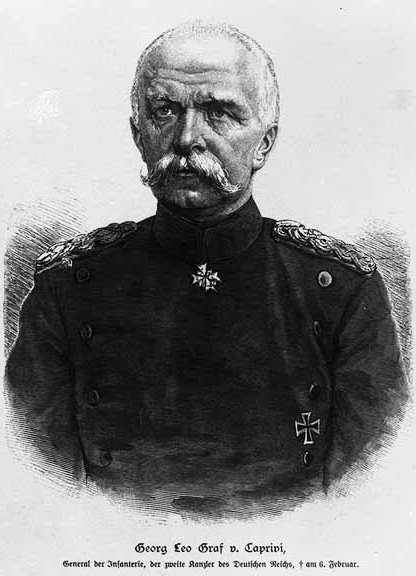
Leo von Caprivi német kancellár

A Caprivi-sávban működő Caprivi Afrikai Nemzeti Szövetség elnevezésű függetlenségi mozgalom zászlaja

A Caprivi-sávot  Leo von Caprivi szlovén származású német kancellárról nevezték el. Von Caprivi 1890-ben Nagy-Britanniával a terület cseréjéről folytatott tárgyalásai során elérte, hogy a területet Német Délnyugat-Afrikához csatolták, így Németországnak kijárata lett a Zambézi-folyóhoz, és ezen keresztül Afrika keleti partvidékéhez, ahol Tanganyika német gyarmat feküdt. A folyó később azonban hajózhatatlannak bizonyult. A terület Német Délnyugat-Afrikához csatolása része volt a Helgoland–Zanzibár-egyezménynek, melyben Németország feladta zanzibári érdekeltségeit a Caprivi-sávért és az északi-tengeri Helgoland szigetért cserébe.
Az első világháborút követően a sáv Délnyugat-Afrika (ma Namíbia) része lett, majd később a Dél-afrikai Unió (napjainkban Dél-afrikai Köztársaság) mandátumterülete volt.
A Caprivi-sávnak stratégiai fontosságú jelentősége van. A rodéziai bozótháború során (1970-1979), az  African National Congressnek (Afrikai Nemzeti Kongresszus) a Dél-afrikai Köztársaság kormánya elleni, 1965-1994 között folyó hadműveleteiben, valamint az angolai polgárháború során ezen a keskeny földcsíkon állandó katonai műveletek folytak, különböző  fegyveres erők hatoltak be a területre, melyen keresztül könnyedén elérhettek más területeket.
A Caprivi-sávra akkor irányult különös figyelem, amikor Namíbia és Botswana a sáv déli határai felett folytatott, hosszú ideje tartó területi vitáját a hágai Nemzetközi Bíróság elé vitte.  A területi vita lényege  az volt, hogy a Chobe-folyó melyik csatornája volt a folyó fősodra, vagyis az országok nemzetközileg elismert határa. Ennek azért volt jelentősége, mert a döntéstől függően egy nagy területű sziget, a (namíbiai illetve botswanai néven) Kasikili vagy Sedudu sziget valamelyik ország területére esik. A botswanai kormány a szigetet a Chobe Nemzeti Park szerves részének tekintette, míg a namíbiai kormány, valamint a keleti Caprivi-sáv sok lakójának álláspontja szerint, a sziget nemcsak az eredeti német–brit megállapodás része, hanem az itt lakók generációi használták legeltetésre, nádgyűjtésre és temetkezési helyként. 1999 decemberében a Nemzetközi Bíróság úgy döntött, hogy a fő csatorna, és emiatt a nemzetközi határ a szigettől északra húzódik, így a sziget Botswana része lett.

## Népcsoportok
A Caprivi-sáv lakóinak többsége a bantu nyelvcsalád nyelveit beszéli, bár a sáv északnyugati részén, az angolai határ mentén legalább egy népcsoport a koiszan nyelvcsaládhoz tartozó hukwe nyelvet beszéli. A további bantu nyelvek: yeyi,  mbukushu, gciriku (vagy dciriku), fwe, totela és subiya. A Caprivi-sáv lakóinak többsége, különösen Katima Mulilo városában a lozi érintkezési nyelvet (lingua franca) is beszéli. Sokan beszélnek angolul is.

## Erőforrásai

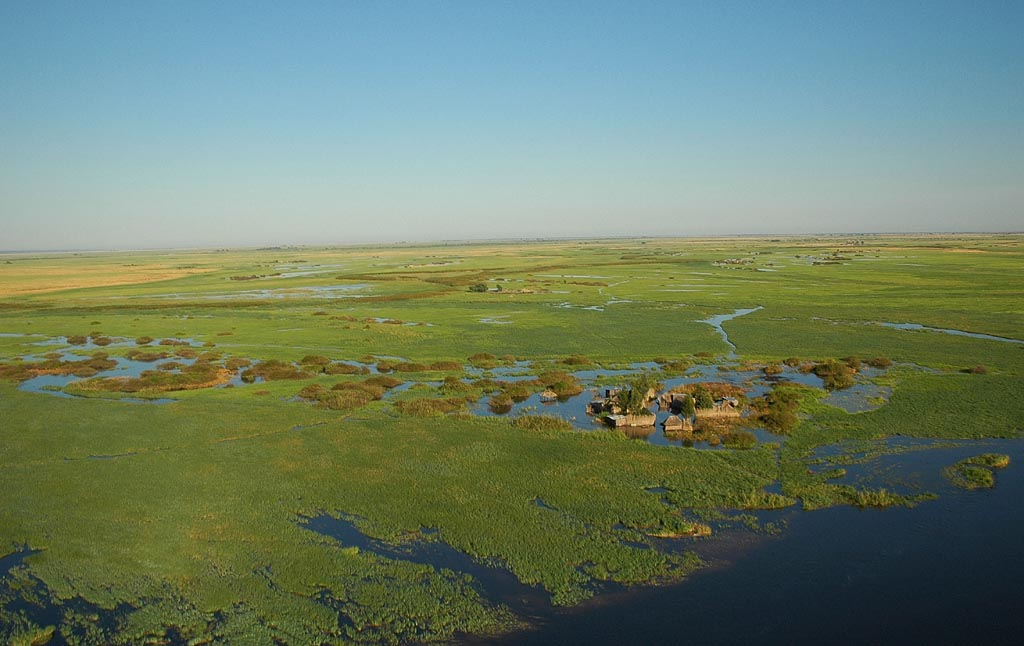
Falu a Caprivi-sávban

A terület ritkán lakott, lakói mezőgazdasági termelésből, halászatból, vadászatból élnek meg.    
Állatvilága gazdag, különösen a déli részen fekvő Linyandi-mocsaraknál, emellett számos természeti erőforrás is megtalálható rajta. A namíbiai kormány számára különösen fontos, hogy a sávon keresztül út nyílik a Zambézihez, és rajta keresztül az Afrika keleti partvidékére vezető potenciális kereskedelmi útvonalakhoz. Mindamellett a folyó szintjének szeszélyes változásai, a folyón található zúgók, a Viktória-vízesés, valamint a környéken fennálló politikai bizonytalanság miatt valószínűtlen a Caprivi-sáv ilyen célú felhasználása, bár a jövőbeni ökoturizmus számára jó adottságokkal rendelkezik.

## A Caprivi-konfliktus
A Caprivi-konfliktus a Caprivi-sáv elszakadásáért harcoló, lázadó Caprivi Felszabadító Hadsereg (Caprivi Liberation Army) és a namíbiai kormányerők közötti viszály.